# Samobieżny zestaw przeciwlotniczy

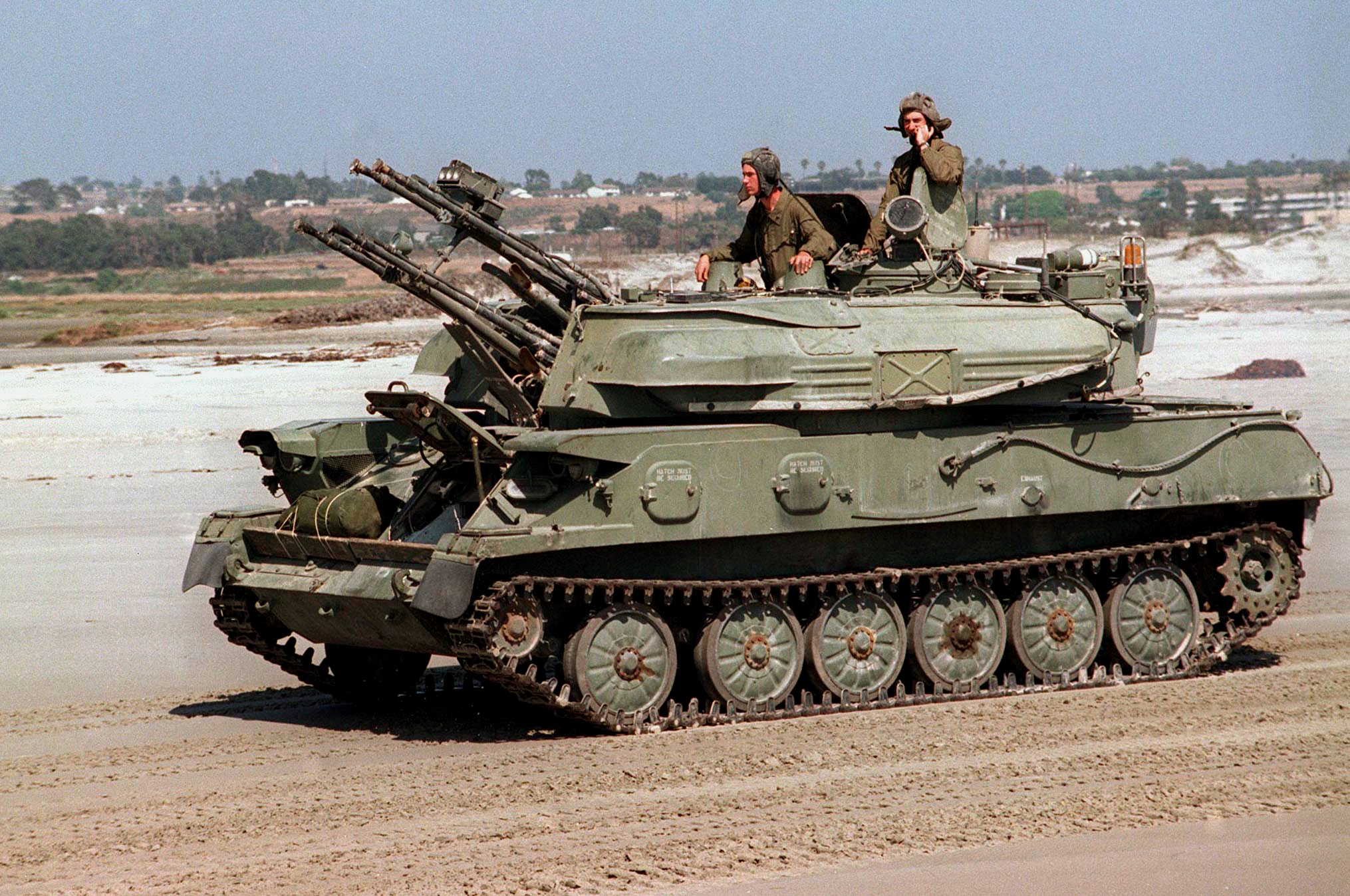
ZSU-23-4 Szyłka – samobieżny artyleryjski zestaw przeciwlotniczy

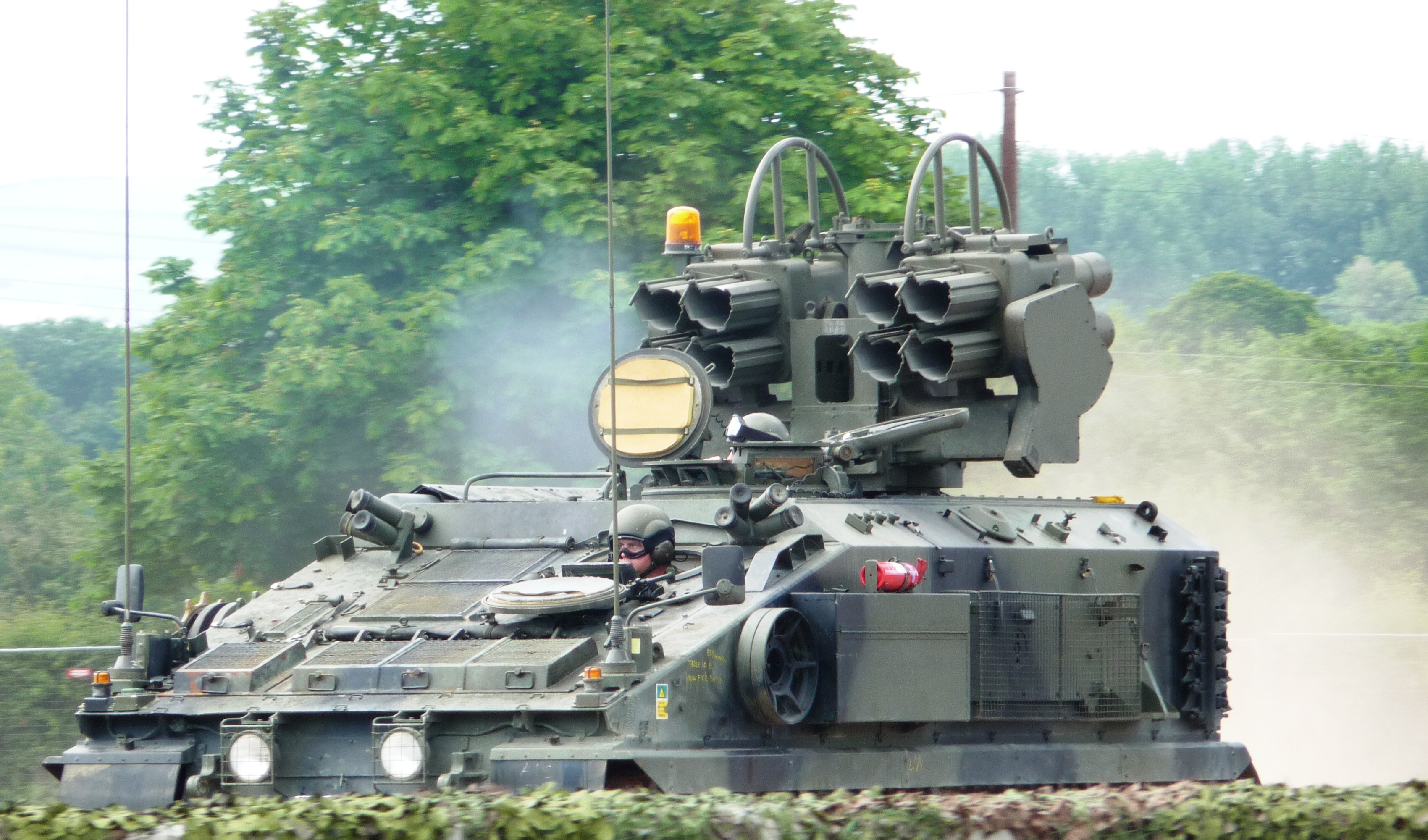
Alvis Stormer HVM – samobieżny rakietowy zestaw przeciwlotniczy

Samobieżny zestaw przeciwlotniczy – wóz bojowy wyposażony w działo przeciwlotnicze (rzadziej karabiny maszynowe) lub wyrzutnię pocisków rakietowych ziemia-powietrze, przeznaczony do zwalczania samolotów, śmigłowców oraz innych statków powietrznych przeciwnika.
W zależności od wykorzystywanego uzbrojenia wyróżnia się samobieżne artyleryjskie zestawy przeciwlotnicze (m.in. niemiecki Wirbelwind, radziecki ZSU-57-2 i amerykański M163 VADS), artyleryjsko-rakietowe zestawy przeciwlotnicze (m.in. radziecki 2K22 Tunguska i chiński PGZ-95) oraz rakietowe (m.in. amerykański M1097 Avenger i radziecki 9K31 Strieła-1). Artyleryjskie i artyleryjsko-rakietowe zestawy przeciwlotnicze określa się również mianem samobieżnych dział przeciwlotniczych.
Działa przeciwlotnicze zazwyczaj montowane są na szybko obracających się wieżach i charakteryzują się dużym maksymalnym kątem strzału, często podwójnie lub poczwórnie sprzężone, w celu zwiększenia szybkostrzelności broni. Broń artyleryjska coraz powszechniej jest przy tym uzupełniana lub całkowicie zastępowana wyrzutniami pocisków rakietowych. Platformę dla samobieżnych zestawów przeciwlotniczych mogą stanowić zarówno podwozia pojazdów opancerzonych (np. transporterów opancerzonych czy czołgów) jak i samochodów ciężarowych.